# Rumeshika Rathnayake
Rumeshika Kumari Rathnayake (* 27. Juni 1996 in Kegalle) ist eine sri-lankische Leichtathletin, die sich auf den Sprint spezialisiert hat.

## Sportliche Laufbahn
Erste internationale Erfahrungen sammelte Rumeshika Rathnayake im Jahr 2013, als sie bei den Jugendweltmeisterschaften in Donezk im 200-Meter-Lauf mit 25,52 s in der ersten Runde ausschied. 2015 nahm sie erstmals an den Asienmeisterschaften in Wuhan teil und belegte dort in 11,56 s den sechsten Platz über 100 Meter. Im Jahr darauf siegte sie dann bei den Südasienspielen in Guwahati in 11,71 s im 100-Meter-Lauf sowie in 45,50 s mit der sri-lankischen 4-mal-100-Meter-Staffel und sicherte sich über 200 Meter in 24,17 s die Bronzemedaille hinter den Inderinnen Srabani Nanda und Dutee Chand. 2017 wurde sie bei den Asienmeisterschaften in Bhubaneswar über 100 Meter im Vorlauf disqualifiziert, gewann aber über 200 Meter in 23,43 s die Silbermedaille hinter der Kasachin Wiktorija Sjabkina. 2018 nahm sie erstmals an den Commonwealth Games im australischen Gold Coast teil und erreichte dort über 200 Meter das Halbfinale, in dem sie dann mit 23,60 s ausschied. Auch bei den Asienspielen Ende August in Jakarta erreichte sie über diese Distanz das Halbfinale und schied dort mit 24,05 s aus. 2023 schied sie bei den Asienspielen in Hangzhou mit 24,51 s im Vorlauf über 200 Meter aus.
In den Jahren 2018 und 2023 wurde Rathnayake sri-lankische Meisterin im 100- und 200-Meter-Lauf.

## Persönliche Bestleistungen
- 100 Meter: 11,51 s (+0,9 m/s), 17. März 2018 in Sydney
- 200 Meter: 23,40 s (+1,3 m/s), 9. Juli 2017 in Bhubaneshwar